# Loek des Tombe

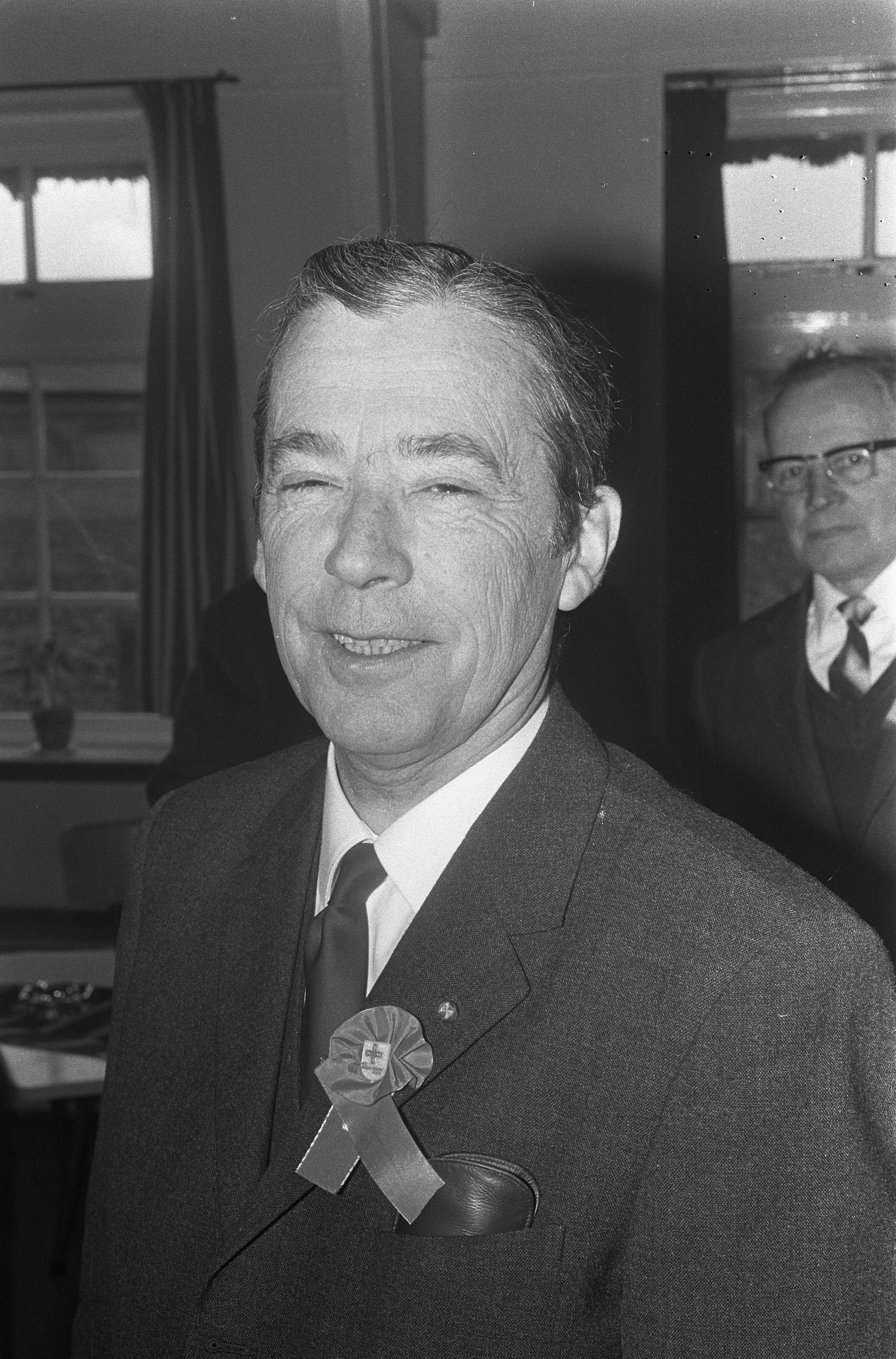
Loek des Tombe in 1967

Antoine Louis des Tombe (De Bilt, 19 februari 1907 – Apeldoorn, 12 juni 1987) was een Nederlands jurist en bestuurder voor de Christelijk-Historische Unie (CHU). Zijn voorouders Des Tombe waren als hugenoten naar Nederland gevlucht en in Leiden in de lakenindustrie tot aanzien gekomen. Des Tombe koos na zijn rechtenstudie in Utrecht voor een gemeentelijke loopbaan. Na werkzaam te zijn geweest op de secretarieën van Maartensdijk en Zuilen werd hij in oktober 1934 benoemd tot burgemeester van de gemeenten Abcoude-Baambrugge en Abcoude-Proostdij.
In oktober 1939 volgde zijn benoeming tot burgemeester van Soest. Toen de bezetter tijdens de oorlogsjaren daar de gemeenteraad en wethouders buitenspel had gezet, onderscheidde hij zich door als enig overgebleven bestuurder, gezien de sterke bevolkingstoename, het initiatief te nemen tot een belangrijk uitbreidingsplan en plan tot industrievestiging. In het voorjaar van 1943 dwarsboomde hij de Duitse Arbeitseinsatz door persoonlijk opdracht te geven het gemeentelijk bevolkingsregister te laten verdwijnen. Ook weigerde hij vervolgens werkkrachten voor Duitse tewerkstelling aan te wijzen, waarna hij zich genoodzaakt zag in oktober 1944 in de buurt van Soest onder te duiken. Reeds enkele uren na de bevrijding keerde hij daar terug, waarbij hij enthousiast onthaald werd door de bevolking.
Medio 1946 werd hij benoemd tot burgemeester van Apeldoorn. Op dat moment telde deze gemeente ruim 81.000 inwoners. Bij Des Tombes afscheid in 1972 waren dat er bijna 128.000. Dankzij zijn bestuursvaardigheid en grote kennis van zaken droeg hij in belangrijke mate bij aan de naoorlogse stedelijke en culturele groei van wat een ingeslapen dorp leek tot een volwassen stad. Daarin paste bijvoorbeeld zijn initiatief waaruit volgde dat Apeldoorn in 1948 een partnerschap aanging met de Engelse stad Nottingham. Zijn bijzondere inzet op cultureel terrein leidde onder meer tot de opening van het cultureel centrum Orpheus in 1965 en later tot de totstandkoming van de Van Reekumgalerij.
Des Tombe was officier in de Orde van Oranje-Nassau en werd bij zijn afscheid op 1 maart 1972 benoemd tot ridder in de Orde van de Nederlandse Leeuw. In zijn dankwoord stelde hij bij die gelegenheid: "Ik heb niet wat bereikt. Ik heb helpen bereiken."
Na zijn pensionering was hij bijna 13 jaar voorzitter van de plaatselijk afdeling van de Alliance française, waarvan hij al vanaf de oprichting in 1949 erevoorzitter was. Na zijn overlijden in 1987 werden de jaarlijkse cultuurlezingen van de Alliance als postuum eerbetoon de 'Des Tombelezingen' genoemd.